# Урюпинский район
Урю́пинский райо́н — административно-территориальная единица (район) и одноимённое муниципальное образование (муниципальный район) в Волгоградской области России.
Административный центр — город Урюпинск (в состав района не входит).

## География
Урюпинский район расположен в северо-западной части Волгоградской области. На западе район граничит с Калачеевским и Воробьёвским, на севере с Новохопёрским и Поворинским районами Воронежской области, на востоке — с Новониколаевским, на юго-востоке — с Новоаннинским и Алексеевским, на юго-западе — с Нехаевским районами, в центральной части — с городским округом «Город Урюпинск» Волгоградской области. Занимаемая площадь — 3,46 тыс. км². Площадь лесного фонда — 22,6 тыс. га.
Полезные ископаемые
В районе разведано 5 месторождений торфа, 6 запасов сырья для производства керамического кирпича, 6 залежей каменных строительных материалов, месторождения фосфоритов, 17 источников подземных вод.
Природа
На территории района расположены памятники природы регионального значения — Черничкин сад и Шемякинская дача.

## История
Урюпинский район учрежден Постановлением Президиума ВЦИК 23 июня 1928 года в составе Хопёрского округа Нижне-Волжского края. С 1934 года в составе Сталинградского края, с 1936 года — Сталинградской (Волгоградской) области.
14 августа 1959 года к Урюпинскому району был присоединён Хопёрский район.
30 марта 2005 года в соответствии с Законом Волгоградской области № 1037-ОД район наделён статусом муниципального района. В его составе образованы 25 муниципальных образований (сельских поселений).
26 апреля 2019 года, в соответствии с законом Волгоградской области № 38-ОД, было сокращено 5 сельских поселений. Таким образом, общее количество сельских поселений, входящих в состав Урюпинского района Волгоградской области — сократилось до 20.

## Население
| 1939    | 1959    | 1970    | 1979    | 1989    | 2002    | 2009    | 2010    | 2012    |
| ------- | ------- | ------- | ------- | ------- | ------- | ------- | ------- | ------- |
| 36 041  | ↘31 126 | ↗46 769 | ↘39 352 | ↘33 266 | ↘30 615 | ↘28 811 | ↘28 775 | ↘28 487 |
| 2013    | 2014    | 2015    | 2016    | 2017    | 2018    | 2019    | 2020    | 2021    |
| ↘28 013 | ↘27 791 | ↘27 322 | ↘26 937 | ↘26 596 | ↘26 131 | ↘25 683 | ↘25 247 | ↘24 302 |

Гендерный состав
Мужчин — 46,5 %, женщин — 53,5 %.
Национальный состав
По данным Всероссийской переписи населения 2010 года:
| Национальность | Численность (чел.) | Процент от указавших |
| -------------- | ------------------ | -------------------- |
| Русские        | 27 179             | 95,2%                |
| Цыгане         | 366                | 1,3%                 |
| Другие         | 1007               | 3,5%                 |
| Не указали     | 223                |                      |
| Всего          | 28 552             |                      |

По итогам переписи населения 2020 года проживали следующие национальности (национальности менее 0,1 % и другое см. в сноске к строке «Другие»):
| Национальность | Численность, чел. | Доля     |
| -------------- | ----------------- | -------- |
| Русские        | 21 067            | 86,69 %  |
| Цыгане         | 222               | 0,91 %   |
| Армяне         | 74                | 0,30 %   |
| Украинцы       | 54                | 0,22 %   |
| Казахи         | 49                | 0,20 %   |
| Азербайджанцы  | 36                | 0,15 %   |
| Лезгины        | 33                | 0,14 %   |
| Другие         | 2767              | 11,39 %  |
| Итого          | 24 302            | 100,00 % |

## Муниципально-территориальное устройство
В Урюпинском муниципальном районе выделяются 20 муниципальных образований со статусом сельских поселений:
| №  | Муниципальное образование              | Административный центр  | Количество населённых пунктов | Население (чел.) | Площадь (км²) |
| -- | -------------------------------------- | ----------------------- | ----------------------------- | ---------------- | ------------- |
| 1  | Акчернское сельское поселение          | хутор Дьяконовский 1-й  | 4                             | ↘1206            | 179,36        |
| 2  | Беспаловское сельское поселение        | хутор Беспаловский      | 4                             | ↘643             | 131,89        |
| 3  | Большинское сельское поселение         | хутор Нижнецепляевский  | 4                             | ↘560             | 114,92        |
| 4  | Бубновское сельское поселение          | хутор Бубновский        | 3                             | ↗1000            | 153,95        |
| 5  | Верхнебезымяновское сельское поселение | хутор Верхнебезымянский | 3                             | ↘598             | 7,03          |
| 6  | Вишняковское сельское поселение        | хутор Вишняковский      | 4                             | ↘435             | 112,74        |
| 7  | Добринское сельское поселение          | станица Добринка        | 15                            | ↘2673            | 138,80        |
| 8  | Дубовское сельское поселение           | хутор Дубовский         | 5                             | ↘1328            | 237,45        |
| 9  | Дьяконовское сельское поселение        | хутор Дьяконовский 2-й  | 3                             | ↘1052            | 103,88        |
| 10 | Искринское сельское поселение          | посёлок Искра           | 8                             | ↘1361            | 307,55        |
| 11 | Котовское сельское поселение           | хутор Котовский         | 2                             | ↘915             | 113,62        |
| 12 | Краснянское сельское поселение         | хутор Красный           | 5                             | ↘528             | 108,62        |
| 13 | Креповское сельское поселение          | посёлок Учхоз           | 2                             | ↗988             | 48,77         |
| 14 | Михайловское сельское поселение        | станица Михайловская    | 7                             | ↘1474            | 145,93        |
| 15 | Окладненское сельское поселение        | хутор Окладненский      | 4                             | ↘867             | 219,74        |
| 16 | Ольшанское сельское поселение          | хутор Ольшанка          | 2                             | ↘2563            | 39,07         |
| 17 | Петровское сельское поселение          | хутор Петровский        | 1                             | ↘2671            | 149,46        |
| 18 | Россошинское сельское поселение        | хутор Россошинский      | 12                            | ↘1524            | 213,67        |
| 19 | Салтынское сельское поселение          | хутор Салтынский        | 6                             | ↘1675            | 264,63        |
| 20 | Хопёропионерское сельское поселение    | хутор Криушинский       | 3                             | ↘755             | 124,00        |

Законом Волгоградской области N 38-ОД от 26 апреля 2019 года, ряд сельских поселений Урюпинского района, были объединены между собой. В результате этого объединения, были упразднены Забурдяевское, Вихлянцевское, Бесплемяновское, Лощиновское и Верхнесоинское сельские поселения.

## Населённые пункты
В Урюпинский район входят 97 населённых пунктов.
| №  | Населённый пункт  | Тип     | Население | Муниципальное образование              |
| -- | ----------------- | ------- | --------- | -------------------------------------- |
| 1  | Аброскинский      | хутор   | 49        | Михайловское сельское поселение        |
| 2  | Акишин            | хутор   | 182       | Дьяконовское сельское поселение        |
| 3  | Акчернский        | хутор   | 228       | Акчернское сельское поселение          |
| 4  | Астаховский       | хутор   | 78        | Беспаловское сельское поселение        |
| 5  | Балтиновский      | хутор   | 11        | Беспаловское сельское поселение        |
| 6  | Белогорский       | хутор   | 160       | Россошинское сельское поселение        |
| 7  | Беспаловский      | хутор   | 528       | Беспаловское сельское поселение        |
| 8  | Бесплемяновский   | хутор   | 249       | Добринское сельское поселение          |
| 9  | Большинский       | хутор   | 80        | Большинское сельское поселение         |
| 10 | Брянский          | хутор   | 92        | Россошинское сельское поселение        |
| 11 | Бубновский        | хутор   | 1029      | Бубновское сельское поселение          |
| 12 | Бугровский        | хутор   | 278       | Салтынское сельское поселение          |
| 13 | Булековский       | хутор   | 101       | Россошинское сельское поселение        |
| 14 | Вдовольский       | хутор   | 79        | Котовское сельское поселение           |
| 15 | Верхнеантошинский | хутор   | 44        | Верхнебезымяновское сельское поселение |
| 16 | Верхнебезымянский | хутор   | 569       | Верхнебезымяновское сельское поселение |
| 17 | Верхнесоинский    | хутор   | ↘495      | Россошинское сельское поселение        |
| 18 | Верхнецепляевский | хутор   | 66        | Вишняковское сельское поселение        |
| 19 | Вихлянцевский     | хутор   | 174       | Беспаловское сельское поселение        |
| 20 | Вишняковский      | хутор   | 326       | Вишняковское сельское поселение        |
| 21 | Глинковский       | хутор   | 30        | Салтынское сельское поселение          |
| 22 | Головский         | хутор   | 186       | Дубовское сельское поселение           |
| 23 | Горский           | хутор   | 515       | Добринское сельское поселение          |
| 24 | Горско-Поповский  | хутор   | 8         | Добринское сельское поселение          |
| 25 | Григорьевский     | хутор   | 43        | Добринское сельское поселение          |
| 26 | Громленовский     | хутор   | 43        | Искринское сельское поселение          |
| 27 | Добринка          | станица | ↘1883     | Добринское сельское поселение          |
| 28 | Долгий            | хутор   | 560       | Окладненское сельское поселение        |
| 29 | Долговский        | хутор   | 274       | Акчернское сельское поселение          |
| 30 | Дубовский         | хутор   | 942       | Дубовское сельское поселение           |
| 31 | Дубровский        | хутор   | 103       | Искринское сельское поселение          |
| 32 | Дьяконовский 1-й  | хутор   | 451       | Акчернское сельское поселение          |
| 33 | Дьяконовский 2-й  | хутор   | 904       | Дьяконовское сельское поселение        |
| 34 | Егоровский        | хутор   | 36        | Добринское сельское поселение          |
| 35 | Забурдяевский     | хутор   | 200       | Добринское сельское поселение          |
| 36 | Захопёрский       | хутор   | 1         | Добринское сельское поселение          |
| 37 | Зелёный           | хутор   | 46        | Окладненское сельское поселение        |
| 38 | Зотов             | хутор   | 33        | Хопёропионерское сельское поселение    |
| 39 | Искра             | посёлок | 970       | Искринское сельское поселение          |
| 40 | Каменка           | хутор   | 51        | Дьяконовское сельское поселение        |
| 41 | Колесники         | хутор   | 29        | Искринское сельское поселение          |
| 42 | Котовский         | хутор   | 953       | Котовское сельское поселение           |
| 43 | Красный           | хутор   | 416       | Краснянское сельское поселение         |
| 44 | Краснянский       | хутор   | 162       | Большинское сельское поселение         |
| 45 | Креповский        | хутор   | 356       | Креповское сельское поселение          |
| 46 | Кривовский        | хутор   | 4         | Добринское сельское поселение          |
| 47 | Криушинский       | хутор   | 783       | Хопёропионерское сельское поселение    |
| 48 | Кудряшевский      | хутор   | 153       | Добринское сельское поселение          |
| 49 | Кухтинский        | хутор   | 22        | Краснянское сельское поселение         |
| 50 | Лощиновский       | хутор   | 432       | Искринское сельское поселение          |
| 51 | Лучновский        | хутор   | 131       | Дубовское сельское поселение           |
| 52 | Лысогорский       | хутор   | 90        | Бубновское сельское поселение          |
| 53 | Макаровский       | хутор   | 4         | Россошинское сельское поселение        |
| 54 | Михайловская      | станица | 1118      | Михайловское сельское поселение        |
| 55 | Моховской         | хутор   | 225       | Салтынское сельское поселение          |
| 56 | Нижнеантошинский  | хутор   | 140       | Верхнебезымяновское сельское поселение |
| 57 | Нижнебезымянский  | хутор   | 10        | Добринское сельское поселение          |
| 58 | Нижнекраснянский  | хутор   | 80        | Михайловское сельское поселение        |
| 59 | Нижнесоинский     | хутор   | 31        | Россошинское сельское поселение        |
| 60 | Нижнецепляевский  | хутор   | 269       | Большинское сельское поселение         |
| 61 | Окладненский      | хутор   | 263       | Окладненское сельское поселение        |
| 62 | Ольховский        | хутор   | 106       | Дубовское сельское поселение           |
| 63 | Ольховский        | хутор   | 10        | Добринское сельское поселение          |
| 64 | Ольшанка          | хутор   | 1763      | Ольшанское сельское поселение          |
| 65 | Осиповский        | хутор   | 28        | Краснянское сельское поселение         |
| 66 | Первомайский      | хутор   | 711       | Салтынское сельское поселение          |
| 67 | Петровский        | хутор   | ↘2671     | Петровское сельское поселение          |
| 68 | Подгоринский      | хутор   | 116       | Россошинское сельское поселение        |
| 69 | Подсосенский      | хутор   | 50        | Россошинское сельское поселение        |
| 70 | Попов             | хутор   | 954       | Ольшанское сельское поселение          |
| 71 | Провоторовский    | хутор   | 302       | Дубовское сельское поселение           |
| 72 | Ржавский          | хутор   | 158       | Добринское сельское поселение          |
| 73 | Розовский         | хутор   | ↘31       | Искринское сельское поселение          |
| 74 | Россошинский      | хутор   | 611       | Россошинское сельское поселение        |
| 75 | Садковский        | хутор   | 244       | Михайловское сельское поселение        |
| 76 | Сазоновский       | хутор   | 50        | Россошинское сельское поселение        |
| 77 | Салтынский        | хутор   | 638       | Салтынское сельское поселение          |
| 78 | Сантырский        | хутор   | 84        | Михайловское сельское поселение        |
| 79 | Сафоновский       | хутор   | 137       | Россошинское сельское поселение        |
| 80 | Серковский        | хутор   | 180       | Большинское сельское поселение         |
| 81 | Серковский        | хутор   | 120       | Краснянское сельское поселение         |
| 82 | Скабелинский      | хутор   | 100       | Михайловское сельское поселение        |
| 83 | Степной           | хутор   | 11        | Краснянское сельское поселение         |
| 84 | Студеновский      | хутор   | 29        | Добринское сельское поселение          |
| 85 | Сычевский         | хутор   | 63        | Вишняковское сельское поселение        |
| 86 | Тепикинская       | станица | 403       | Акчернское сельское поселение          |
| 87 | Тополевский       | хутор   | 10        | Добринское сельское поселение          |
| 88 | Троицкий          | хутор   | 0         | Искринское сельское поселение          |
| 89 | Уваровский        | хутор   | 122       | Хопёропионерское сельское поселение    |
| 90 | Украинский        | хутор   | 55        | Искринское сельское поселение          |
| 91 | Учхоз             | посёлок | 665       | Креповское сельское поселение          |
| 92 | Федотовский       | хутор   | 70        | Окладненское сельское поселение        |
| 93 | Фирсовский        | хутор   | 187       | Салтынское сельское поселение          |
| 94 | Черкасский        | хутор   | 27        | Бубновское сельское поселение          |
| 95 | Чумаковский       | хутор   | 59        | Вишняковское сельское поселение        |
| 96 | Шемякинский       | хутор   | 154       | Россошинское сельское поселение        |
| 97 | Юдкинский         | хутор   | 0         | Михайловское сельское поселение        |

## Экономика
Основная специализация района — сельскохозяйственная, из общей площади 302,8 тыс. га — сельскохозяйственные угодья, почва — в основном чернозёмы. В структуре валового производства на долю АПК приходится 82 % продукции (где 71 % — доля растениеводство). Функционирует 22 коллективных хозяйства, 1 хлебопекарное предприятие и два цеха переработки молочной продукции.

### Транспорт
Основные виды транспорта — автомобильный и железнодорожный. По территории района проходит железная дорога от ст. Урюпино до ст. Алексиково, соединяющая г. Урюпинск с железнодорожной магистралью «Москва—Волгоград». Станция Калмык расположена на железной дороге сообщением «Поворино—Лиски». Протяженность автодорог с асфальтовым покрытием — 306 км, грунтовых — 450 км. Через территорию района проходит трасса Р22 «Каспий», а также — железнодорожная линия Волгоград — Поворино (небольшой участок перегона Дуплятка — Косарка).

## Известные люди
- Аникушкин, Фёдор Георгиевич (1901, станица Котовская — 1976) — советский военный деятель, Генерал-майор танковых войск (1942 год).
- Болдырев, Владимир Анатольевич (род. 1949, хутор Красноярский) — советский и российский военный деятель, Генерал армии запаса, Главнокомандующий Сухопутными войсками Российской Федерации (2008—2010).
- Машков, Илья Иванович (1881, станица Михайловская — 1944) — художник, живописец круга «Бубнового валета». Заслуженный деятель искусств РСФСР.
- Малюков, Григорий Фёдорович (1898, хутор Калмычек —1977) — советский военачальник, генерал-майор (1944), краснознаменец (1920).
- Самохин, Михаил Иванович (1902, хутор Садковский — 1998) — советский военачальник, генерал-полковник авиации, Герой Советского Союза, командующий ВВС Балтийского флота в годы войны.
- Четвертухин, Пётр Дмитриевич (1905, хутор Бугровский — 1968) — советский военачальник, полковник.
- Цыганков, Александр Васильевич (1918, хутор Лучновский - 2002) -  географ-геоморфолог, доктор географических наук, член-корреспондент Российской Академии Естествознания, участник Сталинградской битвы